# 프로모셔널 싱글
프로모션 싱글(영어: Promotional single, 대한민국에서는 디지털 싱글로 불리기도 함)은 상업용 싱글이나 음반을 홍보하기 위해 음반사가 라디오 방송국, 나이트클럽, 음악 출판물, 기타 미디어에 배포하는 싱글이다. 상업적으로 판매되는 싱글이 없더라도 특정 곡이 프로모션 싱글로 발매될 수 있다. 예를 들어, 걸스 어라우드의 〈Theme to St. Trinian's〉는 영화 《St. Trinianms》의 홍보를 위해 프로모션 싱글로 배포되었으나, 이후 걸스 어라우드의 공식 싱글 〈Call the Shots〉와 혼동을 피하기 위해 싱글로서의 지위가 철회되었다.  
프로모션 싱글은 일반적으로 한정된 라이너 노트 및 커버 아트워크, 독특한 카탈로그 번호(혹은 번호가 없는 경우도 있음)로 구별된다. 종종 바이닐 레코드는 일반적인 판지 재킷이나 흰색 종이 슬리브에 담겨 제공되며, CD는 슬림형 주얼 케이스 또는 판지 슬리브에 담겨 배포된다.  
또한 디스크나 커버에 특정 홍보 문구가 새겨지는 경우가 많으며, 대표적으로 "For Promotional Use Only" 또는 "Not For Resale" 등의 문구가 포함될 수 있다.  
사전 프로모션 싱글(advance promo single)은 공식 발매 전에 DJ들에게 제공되어 음반사가 싱글에 대한 관심을 유도하고 반응을 평가할 기회를 갖도록 한다. 완성된 프로모션 싱글과 달리, 이는 일반적으로 테스트 프레싱(test pressing) 또는 화이트 라벨(white label) 형태로 제작되며, 한정된 수량만 생산된다. 전통적으로 이러한 프로모션용 음반은 DJ들에게 뮤직 풀(music pool)을 통해 공급되었다. 다만, 이러한 사전 홍보가 긍정적인 효과만을 가져오는지에 대해서는 업계 내에서도 논란이 있다. 관심을 유도하는 것은 긍정적으로 평가되지만, 반대로 관심을 가진 사람들이 오랜 기간 동안 음반을 구입할 수 없을 경우 부정적인 영향을 미칠 수도 있기 때문이다.